# Margomulyo (Tayu)
Margomulyo is een bestuurslaag in het regentschap Pati van de provincie Midden-Java, Indonesië. Margomulyo telt 4145 inwoners (volkstelling 2010).